# Língua de Adão

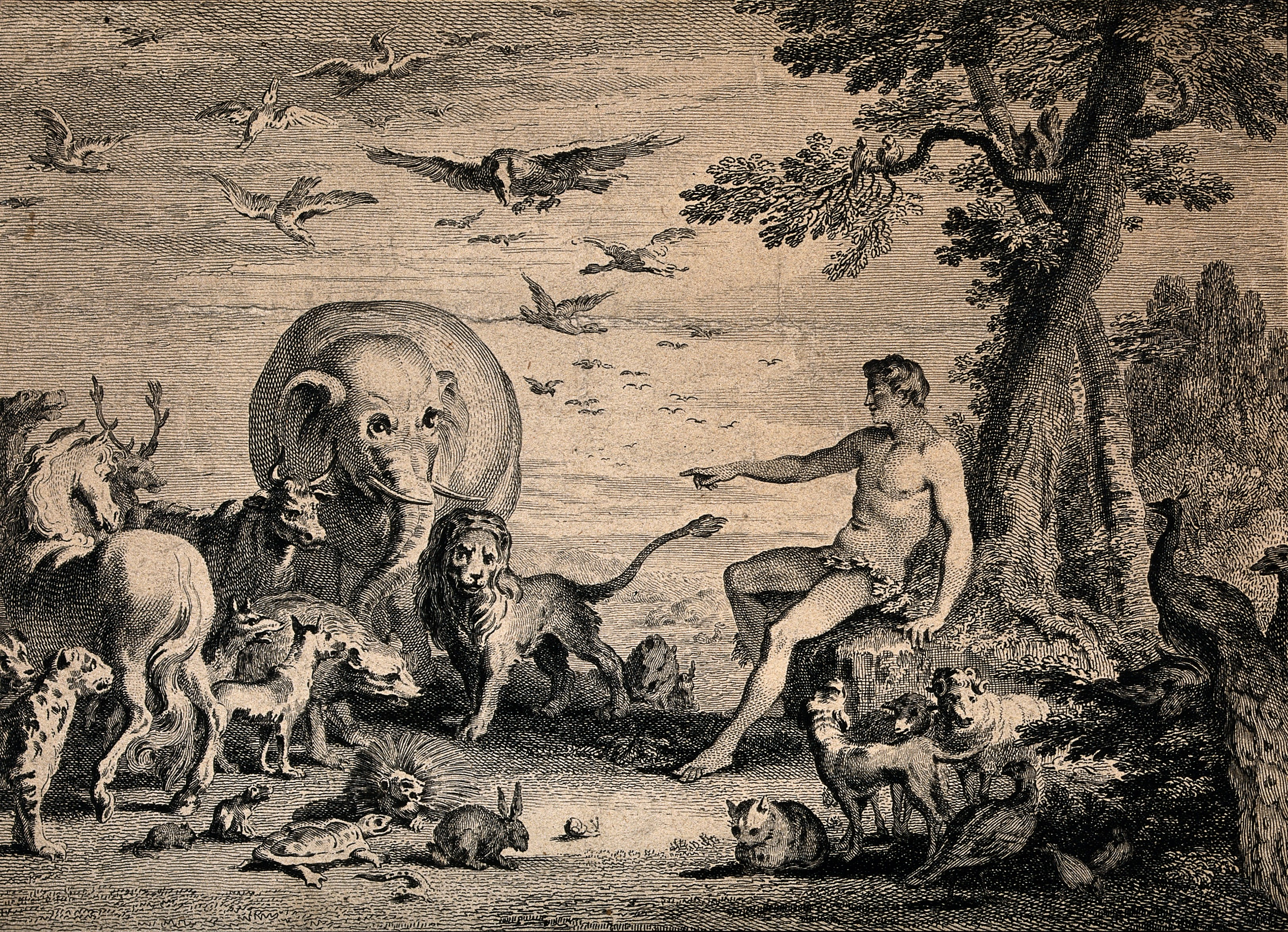
Adão nomeando os animais conforme descrito em Gênesis. Em algumas interpretações, ele usa a “linguagem adâmica” para fazer isso

A Linguagem adâmica é, de acordo com o Judaísmo (registrado no Midrash) e alguns cristãos, a língua falada por Adão (e, possivelmente, por Eva) no Jardim do Éden. Essa é interpretada tanto como a linguagem utilizada por Deus para confrontar Adão (a linguagem divina), ou uma linguagem inventada por Adão com a qual deu o nome de todas as coisas (incluindo Eva), como em (Gênesis 02:19).

## Medieval
A exegese judaica tradicional, como Midrash (Gênesis Rabá 38) insiste que Adão falou hebraico porque os nomes que ele dá a Eva - "Isha " (Gênesis 2:23) e "Chava" (Gênesis 3:20) - só fazem sentido em hebraico. Por outro lado, a Cabala assumiu uma "Torah eterna", que não era idêntica à Torá escrita em hebraico. Assim, Abulafia no século XIII assumiu que a língua falada no Paraíso teria sido diferente do hebraico e rejeitou a alegação até então corrente também entre os autores cristãos, de que a criança pequena não exposta a outro estímulo linguístico iria automaticamente começar a falar em hebraico.
Umberto Eco (1993) observa que o Gênesis é ambíguo sobre se a língua de Adão foi preservada por descendentes de Adão até a “confusão de línguas” (Gênesis 11:1-9) ou se ela começou a evoluir naturalmente, mesmo antes de Babel (Gênesis 10:05).
Dante Alighieri aborda o tema em sua De Vulgari Eloquentia e argumenta que a linguagem adâmica é de origem divina e, portanto, imutável. Ele também observa que, de acordo com Gênesis, o primeiro ato de fala deveu-se a Eva, dirigindo-se à serpente, e não Adão.
Na sua Divina Comédia, porém, Dante muda seu ponto de vista para outro que também trata a linguagem adâmica como o produto de Adão. Isto teve como consequência que não poderia mais ser considerado imutável, e, portanto, o hebraico não poderia ser considerado como idêntico com a linguagem do Paraíso. Dante conclui (Paradiso XXVI) que o hebraico é derivado da língua de Adão. Em particular, o nome principal hebraico para Deus na tradição escolástica., El (Deus), deve ser diferente nome Adâmico de Deus, o qual Dante considerou como uma ”I” longo.

## Idade Moderna
Segundo autores religiosos, teria origem proto-indo-europeia, assim a teoria tem base linguística.
O estudioso Elizabetano John Dee faz referências a uma língua oculta ou língua angélica registrada em seus diários particulares e nos do médium espírita Edward Kelley. Os escritos de Dee não descreve a linguagem como "Enoquiana", preferindo "Angelical", "Discurso Celestial", "Língua dos Anjos", a "Primeira língua de Deus=Cristo", "Santalíngua", ou "Adâmica", porque, de acordo com Anjos de Dee, foi usada por Adão no Paraíso para nomear todas as coisas. A linguagem foi mais tarde apelidada Enoquiano, devido à afirmação de Dee que o patriarca bíblico Enoque (antepassado de Noé) tivesse o último homem (antes de Dee e Kelley) a saber o idioma.

## Movimento de A Igreja de Jesus Cristo dos Santos dos Últimos Dias
Joseph Smith Jr, fundador de A Igreja de Jesus Cristo dos Santos dos Últimos Dias, na sua Tradução da [Bíblia] (que alguns chamam de “versão inspirada” e publicada pela Comunidade de Cristo / RLDS sob esse título), declarou que a língua Adâmica teria sido "pura e imaculada". Alguns dos "Santos dos últimos Dias" (membros da Igreja) creem que essa seja a linguagem de Deus.
Alguns outros primeiros líderes dos Santos dos últimos dias, incluindo Brigham Young, Orson Pratt and Elizabeth Ann Whitney alegaram ter recebido diversas palavras da língua Adâmica quando de revelações. Alguns mais recentes desses santos dos últimos dias dizem que a língua aquela “pura” pelo profeta Sofonias e que vai ser restaurada, como a linguagem universal da humanidade no final do mundo.
O apostolo de A Igreja de Jesus Cristo dos Santos dos Últimos Dias Orson Pratt declarou que "Aman", uma parte do nome da localidade "Adam-ondi-Amã", Condado de Daviess, Missouri, era o nome de Deus na linguagem adâmica. Uma página manuscrita em 1832 dos “Joseph Smith Papers” intitulada "Uma amostra da língua pura" e supostamente ditada por Smith para "Br. Johnson", afirma que o nome de Deus é Awmen.
O círculo de orações do “Endowment (Latter Day Saints)” incluiu certa vez as palavras "Pay Lay Ale",. Essas palavras não traduzidas não são mais usados nas ordenanças dos Templos e foram substituídos pela versão em Inglês. Alguns creem que "Pay Lay Ale" seja oriunda da frase da língua hebraica "Pe Le El", פה לאל 'boca para Deus'.
Outras palavras pensadas por alguns Santos dos Últimos Dias como sendo oriunda da linguagem adâmica incluem Deseret’ que está no “Book of Mormon” ' ("abelha melífera"), conf. “Book of Ether”. e Ahman ("Deus") de “Doctrine and Covenants” 
Na Pérola de Grande Valor (Escrituras dos Santos dos Últimos Dias) está uma parte da tradução de Joseph Smith do livro Bíblias de Moisés, onde há referências a um "Livro de Recordações" que teria sido escrito na linguagem de Adão.

### Estudos científicos
O campo da "linguística evolutiva" reapareceu 1988 na Bibliografia linguística, como um subcampo da psicolinguística. Em 1990, Steven Pinker e Paul Bloom (psicólogo) publicaram seu artigo "Linguagem Natural & Seleção Natural", que argumentou fortemente para uma abordagem adaptacionista sobre a origem da linguagem. Seu papel é muitas vezes creditado como algo que reavivou o interesse na evolução linguística. Esse desenvolvimento foi reforçado pelo estabelecimento (1996) de uma série de conferências sobre a evolução da linguagem (agora conhecido como "Evolang"), promovendo uma abordagem científica e multidisciplinar para o problema e o interesse de grandes editoras acadêmicas (por exemplo, os estudos da evolução da série de Línguas têm aparecido com a Oxford University Press desde 2001) e revistas científicas.